# Académie Sainte-Thérèse
 (juin 2014).
L’Académie Sainte-Thérèse est un établissement privé d'enseignement primaire et d'enseignement secondaire comportant deux bâtiments situés dans la région des Laurentides (Québec, Canada), l'un à Sainte-Thérèse et l'autre à Rosemère. Elle accueille plus de 500 élèves. L'enseignement de la maternelle à la cinquième année du primaire se donne à Rosemère et celui de la sixième année du primaire à la cinquième année du secondaire à Sainte-Thérèse.
Fondé en 1980 par Jacques About, qui est resté à la tête de l'établissement jusqu'en 1999, le campus de Sainte-Thérèse a utilisé un bâtiment appartenant à l'Ordre des hospitaliers de Saint-Jean-de-Dieu, dont il a reçu le soutien actif. En 1989, l'Académie Sainte-Thérèse a occupé un autre bâtiment à Rosemère. Elle est devenue propriétaire de ses deux installations en 1990.
L'Académie est membre de la Fédération des établissements d'enseignement privés du Québec.

## Controverses
Depuis le 19 septembre 2022, l'établissement scolaire est poursuivi pour violences sexuelles sur mineurs de la part d'un gardien du dortoir en 1982. L'établissement était alors un pensionnat,,.
En 2024, des élèves au sein de l'établissement scolaire produit des deepfake à contenu pédopornographique,,.